# Ni Kham
Ni Kham (chữ Hán: 尼堪, tiếng Mãn: ᠨᡳᡴᠠᠨ, chuyển tả: Nikan; 1 tháng 7 năm 1610 – 23 tháng 12 năm 1652), Ái Tân Giác La, là một Tông thất của nhà Thanh trong lịch sử Trung Quốc.

## Cuộc đời
Ni Kham sinh vào giờ Mùi, ngày 11 tháng 5 (âm lịch), năm Minh Vạn Lịch thứ 38 (1610), trong gia tộc Ái Tân Giác La. Ông là cháu nội của Nỗ Nhĩ Cáp Xích, con trai thứ ba của Quảng Lược Bối lặc Chử Anh. Mẹ ông là Kế Phu nhân Nạp Lạt thị, con gái của Thanh Giai Nỗ. Giữa những năm Thiên Mệnh, ông có công chinh phạt các bộ Đa La Đặc (多罗特), Đổng Quỳ (董夔). Năm Thiên Thông thứ 9 (1634), đại quân phạt Minh, ông theo Đa Đạc suất quân yểm trợ tiến vào Cẩm Châu, đánh bại quân Minh.
Năm Sùng Đức nguyên niên (1636), nhờ quân công mà được phong Cố Sơn Bối tử. Theo Hoàng Thái Cực tấn công Triều Tiên, cùng Đa Đạc truy đuổi Triều Tiên Nhân Tổ Lý Tông đến Nam Hán Sơn Thành, tiêu diệt viện binh của Triều Tiên. Năm thứ 2 (1637), tháng 4, được đề bạt nhậm Nghị chính. Năm thứ 4 (1639), Hoàng Thái Cực tấn công nhà Minh, ông theo A Tế Cách tấn công Tháp Sơn, Liên Sơn. Năm thứ 7 (1642), đóng giữ ở Cẩm Châu.
Năm Thuận Trị nguyên niên (1644), theo Đa Nhĩ Cổn tiến vào Sơn Hải Quan, đánh bại Lý Tự Thành, cùng A Tế Cách truy kích đến Khánh Đô, nhờ quân công được tấn phong Đa La Bối lặc. Sau lại cùng Đa Đạc suất quân từ Mạnh Tân đến Thiểm Châu, đánh bại quân Minh. Năm thứ 2 (1645), đại quân đến Đồng Quan, Lý Tự Thành phái Lưu Phương Lượng suất quân chống trả, ông cùng Ba Nhã Lạt Đạo Chương kinh Đồ Lại đánh giáp công từ hai mặt, thu hoạch được hơn ba trăm con ngựa. Sau ông lại cùng Bối tử Thượng Thiện đánh bại kỵ binh của địch, bình định Hà Nam, được ban thưởng một cung tên. Tháng 5 cùng năm, theo Đa Đạc tấn công Nam Đô của nhà Minh, bắt được Minh Phúc vương Chu Do Tung. Tiếp tục tấn công đánh hạ được Giang Âm. Sau khi đại quân khải hoàn trở về, ông được ban thưởng hai trăm lượng vàng, năm ngàn lượng bạc, một bộ yên ngựa và năm con ngựa.
Năm thứ 3 (1646), ông cùng Hào Cách xâm nhập vào Thiểm Tây, tấn công Hán Trung, Tứ Xuyên, và đàn áp phản quân của Trương Hiến Trung. Ông tiếp tục cùng Bối tử Mãn Đạt Hải bình định Tuân Nghĩa, Quỳ Châu, Mậu Châu, Long Xương, Phú Thuận, Nội Giang, Tư Dương và Tứ Xuyên. Năm thứ 5 (1648), đại quân khải hoàn trở về, ông tiếp tục cùng A Tế Cách bình định thổ khấu ở Thiên Tân, nhờ quân công được tiến phong Kính Cẩn Quận vương (敬谨郡王).
Năm thứ 6 (1649), ông được phong làm Định Tây Đại tướng quân, thảo phạt phản tướng Khương Tương. Đa Nhĩ Cổn đến Đại Đồng chiêu hàng Khương Tương, ông được tiến phong Kính Cẩn Thân vương. Năm thứ 7 (1650), cùng Tốn Thân vương Mãn Đạt Hải, Đoan Trọng Thân vương Bác Lạc quản lý sự vụ Lục bộ. Đa Nhĩ Cổn phái Thượng thư A Cáp Ni Kham nghênh đón Vương đệ của Triều Tiên, A Cáp Ni Kham thỉnh cầu ông đồng ý cho Chương kinh Ân Quốc Thái thay thế nghênh đón, sau sự tình bị phát hiện, ông vì bao che cho A Cáp Ni Kham mà bị hàng làm Quận vương. Tháng 3 năm thứ 8 (1651), chưởng quản Lễ bộ, sự vụ Tông Nhân Phủ. Tháng 5, được phục phong Thân vương. Nhưng lại vì không bẩm báo việc A Tế Cách tàn trữ riêng binh khí mà bị hàng làm Quận vương, vài tháng sau thì phục phong Thân vương.
Năm thứ 9 (1652), tháng 7, đám người Tôn Khả Vọng tấn công Hồ Nam, ông được phong làm Định Viễn Đại tướng quân, đem quân đi chinh phạt. Sau khi Lý Định Quốc chiếm được Quế Lâm, một lần nữa ông được phái đến Quảng Tây tiêu diệt. Tháng 11, đại quân đến Hàng Châu, đám tướng lĩnh nhà Minh liền bỏ trốn. Bối lặc Truân Tề ra lệnh chia quân thăm dò địch ở Bảo Khánh, gặp địch, ông suất quân đánh bại hoàn toàn. Lại tiến quân tấn công Toàn Châu, phá năm trại lính, trảm chín văn võ quan lại và bè đảng hơn bốn ngàn người, đánh hạ Hưng An, Quán Dương, trảm thủ hạ của Lý Định Quốc là Nghê Triệu Long. Ni Kham liên tục truy kích hơn hai mươi dặm, đại quân muốn rút lui, nói: "Quân ta đánh địch không rút lui. Ta là tông thất, rút lui, mặt mũi nào trở về?" Ông liền suất quân đánh thẳng tới, bị đại quân nhà Minh bao vây, quân Thanh không thể phá vòng vây, ông dẫn quân liều chết xông ra ngoài nhưng thất bại, bị xa vào vũng lầy. Hết cung tên, ông tiếp tục dùng đao để chiến đấu đến khi kiệt sức mà tử trận.

## Sau khi qua đời
Năm thứ 10 (1653), đội ngũ báo tang về đến kinh thành, Thuận Trị Đế nghe tin liền cực kỳ bi thương: "Triều ta dùng binh, chưa từng mất mát như thế này", đồng thời cho ngừng triều ba ngày. Ông qua đời năm 43 tuổi, được truy thụy "Trang" (莊), tức Kính Cẩn Trang Thân vương (敬謹莊親王). Con trai thứ hai của ông, Ni Tư Cáp tập tước Thân vương. Năm Càn Long thứ 43 (1778), tháng 3, Càn Long Đế đặc chỉ "Kính Cẩn Trang Thân vương Ni Kham, công lao hiển hách, vì dốc sức chiến đấu mà hy sinh tính mạng, nay con cháu chỉ có duy nhất một Phụ quốc công, nay gia ân tấn phong Phụng ân Trấn quốc công, thế tập võng thế".

## Gia quyến

### Thê thiếp
- Nguyên phối: Nữu Hỗ Lộc thị (钮祜禄氏), con gái của Nhất đẳng công Ngạch Diệc Đô và Hòa Thạc Công chúa Mục Khố Thập.
- Kế thất: Ô Châu Mục Tần Đại (烏珠穆秦岱), con gái của Ba Đồ Nhĩ (巴圖爾).
- Tam thú Phúc tấn: Qua Nhĩ Giai thị (瓜尔佳氏), con gái của Tử La Tát Thuận Khoa La Ba Đồ Lỗ (子罗萨顺科罗巴图鲁).
- Trắc Phúc tấn: Điểu Châu Mục Tần Đại (晋鸟珠穆秦岱), con gái của Ba Đồ Nhĩ (巴圖爾).
- Thứ Phúc tấn: con gái của Mông Cổ Nhĩ Đại (蒙固爾岱).

### Con trai
1. Lan Bố (蘭布; 1642 – 1679), mẹ là Thứ Phúc tấn. Năm 1656 được phong Tam đẳng Phụ quốc Tướng quân. Năm 1667 phong Kính Cẩn Quận vương, 1 năm sau được tấn Thân vương. Năm 1669 bị hàng làm Trấn quốc công. Năm 1680 bị truy tước Trấn quốc công. Cưới con gái của Ngao Bái, cũng là nguyên nhân bị liên lụy mà hàng làm Trấn quốc công năm 1669. Có mười một con trai.
2. Ni Tư Cáp (尼思哈; 1651 – 1660), mẹ là Tam kế Phúc tấn Qua Nhĩ Giai thị. Năm 1653 tập tước Kính Cẩn Thân vương. Sau khi qua đời được truy thụy Kính Cẩn Điệu Thân vương (敬謹悼親王). Vô tự.